# 带孙
带孙（?—?），又作忒孙。蒙古帝国札剌亦儿氏，孔温窟哇第五子，木华黎之弟。

## 生平
《史集》记载，1206年，成吉思汗任命他为左翼千户长，同领本族二千户。《蒙古秘史》没有记载。带孙统率札剌亦儿部二千人屡从木华黎征战。1219年，攻打金朝绛州，1221年在石天应的配合下，攻破洺州。1223年春，木华黎临终，带孙受命统率全军。木华黎之子孛鲁自西域觐见成吉思汗归来，嗣父位，带孙将军权归还，继续随军征战。1225年冬，攻克彰德（今河南省安阳市）。次年，攻克濮州（今山东省鄄城县北）、东平，采纳严实的建议，废除屠城之政策，数万百姓得免一死。九月，率军围困李全于益都。1227年四月，李全降。积功封郡王，1236年，窝阔台把东平府东阿县作为他的食邑，于是世称东阿郡王。

## 家庭
- 长子：秃满带，袭爵，死后弟茶阿台袭
  - 孙：札剌忽，以万户随伯颜伐宋，战死
    - 舒温直，札剌忽子，年幼，札剌忽弟忽图鲁袭万户

  - 孙：忽图鲁
    - 佛宝，宁国路总管
    - 按坛不花
    - 安僧，淮东宣慰使
    - 博罗，兵部尚书
- 子：茶阿台
- 子：忙哥（一说其父为不合）
  - 孙：塔塔儿台

## 延伸阅读
[在维基数据编辑]
 《新元史/卷120》，出自柯劭忞《新元史》